# Heilig-Kreuz-Kirche (Bottrop)

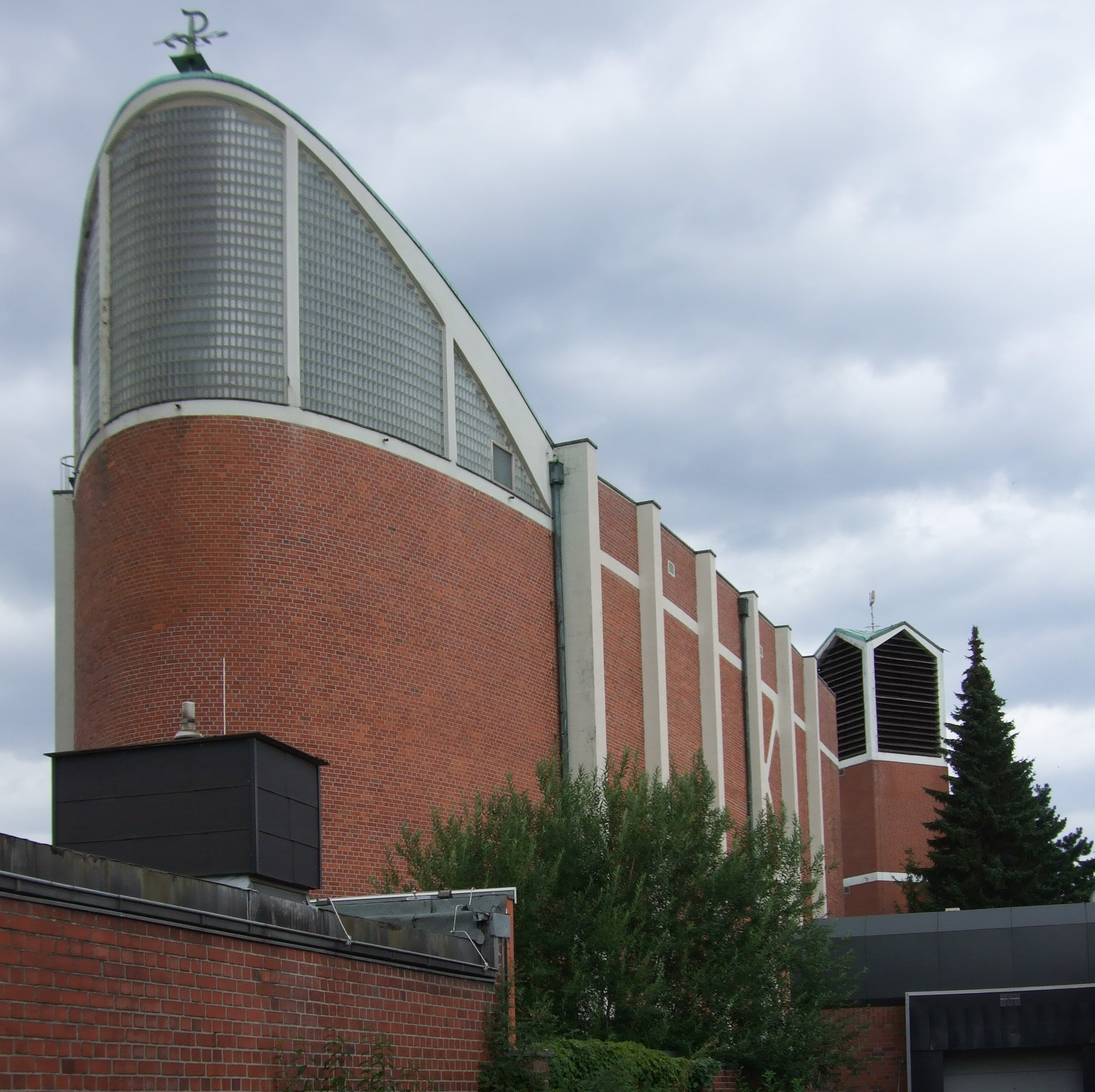
Heilig-Kreuz-Kirche (Bottrop)

Die ehemalige römisch-katholische, denkmalgeschützte Pfarrkirche Heilig-Kreuz-Kirche steht in Bottrop, einer kreisfreien Stadt in Nordrhein-Westfalen. Das 2008 profanierte Kirchengebäude wird als Kulturkirche genutzt.

## Beschreibung
Die nach Südosten ausgerichtete Kirche wurde 1953–57 nach einem Entwurf von Rudolf Schwarz errichtet. Sie ist ein Skelettbau aus Stahlbeton auf parabelförmigem Grundriss, dessen Wände mit Backsteinen und Glasbausteinen verkleidet sind. Als Kirchturm wurde ein Campanile im Norden errichtet. Der mit einer hölzernen Flachdecke überspannte Innenraum ist auf den Altar ausgerichtet. Die Glasmalereien stammen von Georg Meistermann. Das Auge Gottes von Theo Heiermann wurde mit einem spätgotischen Gekreuzigten zur Trinität im Parabelscheitel verbunden. Der Opferstock aus Bronze stammt von Ewald Mataré.